# Tara Holiday
Tara Holiday (Santiago de Chile; 11 de mayo de 1967) es una actriz pornográfica chilena.

## Biografía
Su primer trabajo fue trabajando como profesora de ballet clásico para niños, también ha trabajado en una tienda de decoración antes de irse a Estados Unidos. Su nombre artístico significa Tara por la divinidad tibetana Tara Roja y Holiday por un helado que vendían en Chile.
Por otra parte, Tara es licenciada de masajista y esteticista.
Después de hacer sus primeros pasos en sitios web como Naughty America, comenzó a actuar en películas explícitas después de los 40 años en 2010.
Entre las principales empresas Tara ha aparecido en escenas porno para Bang Productions, Lethal Hardcore, Pulso Distribution, Pure Play Media y Girl Candy Films. Holiday se especializa en papeles del género MILF.